# Burke Shire
Burke Shire är en kommun i Australien. Den ligger i delstaten Queensland, omkring 1 800 kilometer nordväst om delstatshuvudstaden Brisbane. Antalet invånare var 328 vid folkräkningen 2016.